# Clube Académico de Mogadouro
Il Clube Académico de Mogadouro, conosciuto semplicemente come Mogadouro, è una squadra portoghese di calcio a 5 con sede a Mogadouro. Nella stagione 2007/2008 ha guadagnato la promozione al Campeonato Nacional de Futsal.

## Rosa 2009-2010
| N. |                       | Ruolo | Calciatore  |
| -- | --------------------- | ----- | ----------- |
| -  | Portogallo (bandiera) | P     | Pina        |
| -  | Portogallo (bandiera) | P     | Wallace     |
| -  | Portogallo (bandiera) | D     | Kakà        |
| -  | Portogallo (bandiera) | D     | Marquinhos  |
| -  | Portogallo (bandiera) | L     | Vigario     |
| -  | Portogallo (bandiera) | L     | Paulo Faria |
| -  | Portogallo (bandiera) | L     | Ricardinho  |

| N. |                       | Ruolo | Calciatore     |
| -- | --------------------- | ----- | -------------- |
| -  | Portogallo (bandiera) | L     | Pin            |
| -  | Portogallo (bandiera) | L     | Diego Mancuso  |
| -  | Portogallo (bandiera) | A     | Pedro Pirancha |
| -  | Portogallo (bandiera) | A     | Boi            |
| -  | Portogallo (bandiera) | U     | Freitas        |
| -  | Portogallo (bandiera) | U     | Bruno Pereira  |
| -  | Portogallo (bandiera) | U     | Neyzinho       |